# Церковь Ивана Алитургитоса
Церковь Святого Иоанна Алитургетоса (Неосвященного), XIV век, Несебыр — крестово-купольная церковь с тремя алтарными апсидами и нартексом. Длина 18,5 м, ширина 10 м. Основа крестовидной части церкви представляет собой почти квадрат. Оформлен четырьмя колоннами, кладка каменная и кирпичная, фасадные стены расчленены слепыми двухступенчатыми нишами, украшенными различными геометрическими формами из кирпичей и небольших каменных блоков (керамико-пластичный стиль). Имеется два входа — северный и южный. Подобное архитектурное решение редко встречается у церковных зданий.

## Внешние ссылки
- Церковь Святого Иоанна Алитургитос“ – гр. Несебыр
- Несебыр – церкви и святыни

## Галерея

Церковь Св. Иоанна Алитургетоса